# ストレンジャー・プロジェクト
『ストレンジャー・プロジェクト』（原題：A STRANGER IN PARADISE）は、2013年公開のアメリカ合衆国の映画。休暇でタイを訪れた投資銀行家が、何者かが仕組んだ罠により、マフィアや国家組織をも動かす大事件に巻き込まれる犯罪アクション。未公開作品を集めた特集『未体験ゾーンの映画たち2016』にて上映。

## ストーリー
タイ当局に拘束されたあるアメリカ人の尋問を行うのは、アメリカ司法省の男。
やり手の銀行投資家ジョシュは、経営者の上司から共同経営者への昇進を告げられ、休暇として兄の暮らすタイへの航空券を贈られる。
早速タイを訪れたが到着直後から何者かに後をつけられ、兄の様子もおかしい。何らかの情報をマフィアに隠している様子であることに気付くジョシュ。いつしかマフィアやタイ警察、司法省も関わる大事件に巻き込まれていく。

## スタッフ
- 監督：コラード・ボッチア
- 製作：デイモン・ヒリン、コラード・ボッチア
- 脚本：コラード・ボッチア
- 美術：クラレンス・メイジャー
- 撮影：ガイ・リヴネ

## 出演
- ジョシュ：コリン・エッグレスフィールド
- ジュールス：カタリーナ・サンディノ・モレノ
- レック：バイロン・マン
- ポール：スチュアート・タウンゼント
- デレク：ゲイリー・ダニエルズ
- ゼイン：ジェームズ・ウィズ
- クリス：ソーニャ・クーリング